# Takuto Otoguro
Takuto Otoguro (乙黒 拓斗 (Otoguro Takuto?); Prefettura di Yamanashi, 13 dicembre 1998) è un lottatore giapponese, specializzato nella lotta libera. È stato campione olimpico ai Giochi di Tokyo 2020 nella categoria pesi leggeri

## Biografia
All'età di diciannove anni, si è aggiudicato la medaglia d'oro ai campionati mondiali di Budapest 2018, vincendo il torneo della lotta libera, categoria fino a 65 chliogrammi. In tal modo è diventato il più giovane campione mondiale giapponese di tutti i tempi.
Ai campionati asiatici di Nuova Delhi 2020 ha vinto la medaglia d'oro nel torneo dei 65 chilogrammi, battendo in finale l'indiano Bajrang Punia.
Ha rappresentato il Giappone ai Giochi olimpici estivi di Tokyo 2020, dove ha vinto la medaglia d'oro, superando in finale l'azero Hacı Əliyev.

## Palmarès
- Giochi olimpici

Tokyo 2020: oro nei 65 kg.
- Mondiali

Budapest 2018: oro nei 65 kg.
- Campionati asiatici

Nuova Delhi 2020: oro nei 65 kg.
- Mondiali cadetti

Zrenjanin 2013: bronzo nei 46 kg.
Sarajevo 2015: oro nei 54 kg.
- Campionati asiatici cadetti

Bangkok 2014: oro nei 50 kg.